# Tetyra robusta
Tetyra robusta är en insektsart som beskrevs av Philip Reese Uhler 1897. Tetyra robusta ingår i släktet Tetyra och familjen sköldskinnbaggar. Inga underarter finns listade i Catalogue of Life.